# 艾姆谢特

荷魯斯的四個兒子，最左邊頭部為人形者即為艾姆謝特。

在埃及神話中，艾姆謝特，一作阿姆塞特（Imset，或是Imsety，Amset，Sety，Mesti，Mesta）是葬禮之神，荷魯斯的四個兒子之一，在他們看管的四個罐子（canopic jars）裡他看管裝著肝臟的罐子。與他兄弟們不同的是，艾姆謝特並不代表任何動物，而是代表著人類。艾西斯是他的保護者。
在古埃及墓穴中，艾姆謝特的陶偶像放在南面。

## 資料來源
1. 1 2  魯剛主編（1989年）：1033頁，《世界神話辭典》，沈陽：遼寧人民出版社，ISBN 7-205-00960-X。

## 参看
- 埃及神話人物列表
- 荷魯斯的四個兒子
- 哈碧
- 荷魯斯（父親）
- 卡諾卜罈